# Palms Casino Resort
Palms Casino Resort је хотел и казино смештен у близини Лас Вегас Стрип-а у месту Парадајс, Невада, Сједињене Државе. Има 703 собе и апартмана и садржи 8.811 m2 казина, студио за снимање и концертно позориште са 2.500 места.
„Fantasy Tower” садржи и неколико места за ноћни живот, укључујући Moon Nightclub и Тhe View. У кули се налазе оно што је познато као Sky Villas и Fantasy Suites, који су једни од најскупљих хотелских апартмана на свету. Двоспратна Sky Villa на последњем спрату, чија се цена кошта 40.000 америчких долара по ноћењу, налази се на 5. месту oд 15. места најскупљих хотелских апартмана које је CNN Go саставио у марту 2012.

## Историја
Пројекат Palms Casino Resort, први пут је развила породица Малуф у јулу 1999. године, током проширења хотела-казина Fiesta. Казино одмаралиште се отворило јула 2000. Пројекат је званично најавио Џорџ Малуф 24. октобра 2000. Изградња је завршена 26. септембра 2001.
Тhe Palms су се отворили 15. новембра 2001. Отварању су присуствовали Денис Родман, Памела Андерсон, Парис Хилтон и Самјуел Л. Џексон.
Дана 27. октобра 2005. године отворио се други торањ, назван „Fantasy Tower“, по цени од 600 милиона долара. У складу са интересовањем Џорџа Малуфа за кошарку (Малуфови су били већински власници НБА-овог Сакраменто Кингс-а), Fantasy Tower укључује двоспратни апартман површине 930 m², који укључује и једино кошаркашко игралиште у хотелском апартману. Апартман укључује свлачионицу, семафор и систем за забаву на више екрана.

## У медијима
- 2009. године, Palms Fantasy Tower био је простор за снимање музичког спота Кети Пери „Waking Up In Vegas”.
- Казино је приказан у музичком споту Бритни Спирс за хит песму „Everytime”, али је заправо снимљен у Лос Анђелесу.
- Снимљен је и за сцену у Еминемовом музичком споту „We Made You”, 2009. године